# Solenopsis zambesiae
Solenopsis zambesiae é uma espécie de formiga do gênero Solenopsis, pertencente à subfamília Myrmicinae.